# A Real Dead One
A Real Dead One ist das dritte Livealbum der britischen Heavy-Metal-Band Iron Maiden. Das Album wurde am 18. Oktober 1993 via EMI veröffentlicht.

## Hintergrund
Das Album enthält kein komplettes Konzert. Die auf A Real Dead One vertretenen zwölf Lieder wurden bei neun verschiedenen Konzerten der Fear-of-the-Dark-World-Tour in Europa aufgenommen. Während A Real Live One die Zeit ab 1986 abdeckte, konzentriert sich A Real Dead One auf die frühen Alben der Band. Sämtliche Titel stammen von den Alben Iron Maiden, Killers, The Number of the Beast, Piece of Mind und Powerslave. Insgesamt sieben Lieder wurden schon als Liveversionen auf Live After Death 1985 veröffentlicht.
Das Coverartwork wurde von Derek Riggs entworfen.
1998 wurde A Real Dead One zusammen mit A Real Live One als Doppelalbum unter dem Titel A Real Live Dead One wiederveröffentlicht.

## Titelliste
(Die Angaben in Klammern beziehen sich auf den Ort und das Datum der Aufnahme.)
1. The Number of the Beast (Kopenhagen, 25. August 1992) – 4:54
2. The Trooper (Helsinki, 27. August 1992) – 3:55
3. Prowler (Rom, 30. April 1993) – 4:15
4. Transylvania (Essen, 17. April 1993) – 4:25
5. Remember Tomorrow (Essen, 17. April 1993) – 5:52
6. Where Eagles Dare (Arnheim, 9. April 1993) – 4:49
7. Sanctuary (Lausanne, 27. Mai 1993) – 4:53
8. Running Free (Lausanne, 27. Mai 1993) – 3:48
9. Run to the Hills (Ostrau, 5. April 1993) – 3:57
10. 2 Minutes to Midnight (Paris, 10. April 1993) – 5:37
11. Iron Maiden (Helsinki, 27. August 1992) – 5:24
12. Hallowed Be Thy Name (Moskau, 4. Juni 1993) – 7:51

## Singleauskopplungen
Hallowed Be Thy Name wurde als Single veröffentlicht. Neben dem Titellied sind drei weitere Livesongs auf der Maxi-CD. In England erreichte die Single Platz 9 der Charts.

### Titelliste
1. Hallowed Be Thy Name – 7:26
2. The Trooper (Helsinki, 5. Juni 1993) – 3:53
3. Wasted Years (Bremen, 16. April 1993) – 4:42
4. Wrathchild (Helsinki, 5. Juni 1993)

## Rezeption
Das Livealbum verkaufte sich etwas schlechter als der Vorgänger. Die höchste Chartplatzierung (Platz 12) konnte es in England erringen. In Deutschland erreichte das Album Platz 50.